# Die Maschine
Die Maschine ist ein französisch-deutscher Horrorfilm von François Dupeyron, der 1994 veröffentlicht wurde. Die Hauptrolle wird von Gérard Depardieu in Form des Psychiaters Dr. Marc Lacroix gespielt.

## Inhalt
Bei dem Film handelt es sich zwischen psychologischem Drama und Antizipationsfilm um eine Neuinterpretation des berühmten Mythos von Dr. Jekyll und Mr. Hyde.
Dr. Marc Lacroix ist Psychiater und leidenschaftlicher Hirnforscher. Er ist besessen von der Idee herauszufinden, wie der Geist im menschlichen Gehirn Gestalt annimmt. Seine Forschung führt ihn dazu, eine Maschine zu bauen, mit der er glaubt, Gedanken lesen zu können. Allerdings benötigt er zunächst eine Testperson. In der Psychiatrie trifft er den Frauenmörder Michel Zyto, einen gefährlichen Psychopathen, Hypochonder und Paranoiker, der in diesem Institut untergebracht ist. Diese pathologische Persönlichkeit fasziniert Marc bis zu dem Punkt, an dem er beschließt, die Maschine an ihm zu testen. Ohne jemanden in der Klinik in seine Pläne einzuweihen, bringt er Zyto in sein geheimes Labor. Leider verläuft der Test nicht wie geplant und transportiert den Geist der beiden Männer in den Körper des anderen.

## Synchronisation
Die deutsche Synchronbearbeitung entstand bei der Arena Synchron GmbH, Berlin. Synchronregie führte Erik Paulsen.
| Rolle            | Schauspieler     | Deutscher Synchronsprecher |
| ---------------- | ---------------- | -------------------------- |
| Dr. Marc Lacroix | Gérard Depardieu | Manfred Lehmann            |
| Hugues           | Claude Berri     | Viktor Deiß                |
| Marie Lacroix    | Nathalie Baye    | Heidi Weigelt              |
| Michel Zyto      | Didier Bourdon   | Dieter Memel               |

## Kritiken
„Regisseur Francois Dupeyron […] drehte eine packende Mischung aus Fantasy-Thriller und Horrorfilm. Hier bleibt zwar manchmal die Logik etwas auf der Strecke, dies tut der Spannung jedoch keinen Abbruch.“

„Ein zwischen "Dr. Jekyll und Mr. Hyde" und "Frankenstein" angesiedelter Science-Fiction-Thriller, der seine spannende Geschichte durch Unwahrscheinlichkeiten in der Handlungsführung und die teilweise unkonzentrierte Darstellung unnötig beeinträchtigt.“

„Gruselthriller aus dem Genremixer“

## Drehorte
Die Aufnahmen fanden in den Ateliers von Studio Babelsberg  sowie in Béthemont-la-Forêt statt.

## Veröffentlichungen
Uraufführung des Films war am 30. November 1994 in Frankreich. Eine Veröffentlichung auf VHS fand im Jahr 1995 von der Concorde Video in Deutschland statt. Auf DVD wurde er von der Galileo Medien AG im Jahr 2007 veröffentlicht.